# Ilja Šadčins
Ilja Šadčins (Liepāja, 2 luglio 1994) è un ex calciatore lettone, di ruolo centrocampista.

## Carriera

### Club
Ha collezionato oltre 100 presenze nella massima serie lettone con varie squadre.

### Nazionale
Ha giocato nelle nazionali giovanili lettoni Under-16, Under-17 ed Under-21.